# 세오
세오(본명: 서수경, 1977년 광주 출생)는 대한민국의 예술가이다. 그녀는 성의 대문자인 SEO를 작가명으로 쓰고 있다.

## 생애
1992년부터 1996년까지 광주예술고등학교에 다녔다. 1996년부터 2000년까지 광주 조선대학교에서 공부를 마치고 최우수 학생상을 받았다. 같은 해에 그녀는 한국을 떠나 2001년부터 2003년까지 베를린 예술대학교에서 화가 게오르그 바젤리츠(독일어: Georg Baselitz)에게 수학한다. 베를린 예술대학교 기본 교과 과정 중에, 주한 독일대사관으로부터 모국을 위하여 2002년에 열린 첫 국제 예술 행사에서 아름다운 버디베어를 제작해달라는 요청을 받았고, 그 작품은 베를린 클라우스 보버라이트(독일어: Klaus Wowereit) 시장과의 공동 전시로 공개되었다. 2003년부터 2004년까지 마이스터코스를 수강하고 바젤리츠의 마이스터 학생이 되었다. 1999년부터 그녀는 한국과 독일의 갤러리와 박물관에서 전시 활동을 시작하였고 현재 베를린에 거주한다.

## 작품
세오는 화가로도 여겨지지만, 그녀의 작품은 혼합 기술로도 볼 수도 있다. 보통 캔버스는 밑그림을 위한 시작점인데 그것은 콜라주 기법을 사용한 많은 수의 찢어진 한지로 채워진다. 특히나 그녀가 스스로 디자인한 무늬의 한지 일부분은 한국에서 출력한다. 색색의 한지를 찢어 붙인 후에는 그 위에 아크릴로 붓질을 해서 그림을 그린다.

### 개인전
- 2003 - 나의 독일 꿈(독일어: Meine deutschen Träume), 갤러리 미하엘 슐츠(독일어: Galerie Michael Schultz), 베를린, 독일
- 2004 - 어부들의 천국으로의 귀환(영어: The Return of the Fishermen to Paradise), 갤러리 토마스 폰 린텔(Thomas von Lintel Gallery), 뉴욕, 미국
- 2005 - 팔켄로트 프라이스 2005(Falkenrot Preis 2005), 퀸스틀러하우스 베타니엔(독일어: Künstlerhaus Bethanien), 베를린, 독일
- 2007 - 암 엔데 캄 데어 탁(독일어: Am Ende kam der Tag), 쿤스트할레 만하임(독일어: Kunsthalle Mannheim), 만하임, 독일
- 2008 - 클로즈 인카운터. 로버트 라우센버그 운트 세오(close encounter. Robert Rauschenberg und SEO), 쿤스트할레 로스톡, 로스토크, 독일
- 2009 - 데러 풀르쓰 핀데트 다스 메어(독일어: Zonta)(Der Fluß findet das Meer), 쿤스트할레 드레스덴(독일어: Kunsthalle Dresden), 드레스덴, 독일
- 2010 - 위드아웃 워즈(Without Words), 금일미술관(Today Art Museum), 베이징, 중국
- 2011 - 퍼스널 코스모스(Personal Cosmos), 제 54회 베네치아 비엔날레, 갤러리 블라조 뱀보(Palazzo Bembo), 베네치아, 이탈리아
- 2012 - 인 도그 위 트러스트(In Dog We Trust), 갤러리 미하엘 얀센(독일어: Galerie Michael Janssen), 베를린, 독일
- 2013 - 프렘드 인 데어 아이게넨 하우트(독일어: Fremd in der eigenen Haut), 비에이피-갤러리(BAP-Gallerie), 이스탄불, 터키
- 2014 - 데어 랑엔 벡 쭈뤽(독일어: Der lange Weg zurück), 쿤스트페라인 코부르크, 코부르크, 독일
- 2015 - 쯔비쉔 덴 벨텐(독일어: Zwischen den Welten), 갤러리 노아(Galerie Noah), 아우크스부르크, 독일
- 2016 - 디 페어도펠룽 데어 비어클리히카이트(독일어: Die Verdoppelung der Wirklichkeit), 베터링 갤러리(Wetterling Gallery), 스톡홀름, 스웨덴
- 2017 - 디 레알리테트 이스트 아이네 콘스트룩치온(독일어: Die Reallität ist eine Konstruktion), 갤러리 힐거(galerie Hilger), 빈, 오스트리아